# Anoreina piara
Anoreina piara là một loài bọ cánh cứng trong họ Cerambycidae.